# Římskokatolická farnost Plazy
Římskokatolická farnost Plazy (něm. Plass) je církevní správní jednotka sdružující římské katolíky na území obce Plazy a v jejím okolí. Organizačně spadá do mladoboleslavského vikariátu, který je jedním z 10 vikariátů litoměřické diecéze. Centrem farnosti je kostel sv. Šimona a Judy  v Plazích.

## Historie farnosti
Farnost (plebánie) v Plazích byla založena v předhusitském období. V pozdější době po husitských válkách farnost zanikla a její území spadalo pod Mladou Boleslav. Matriky pro místo jsou zachovány od roku 1786. Farnost v Plazech byla nově založena v roce 1877, nicméně úřad faráře byl obsazen až od roku 1880. Do 14. dubna 2015 měla vlastního duchovního správce, poté začala být spravována excurrendo z Mladé Boleslavi.

### Duchovní správcové vedoucí farnost
Začátek působnosti jmenovaného v duchovní správě farnosti od:
- 1396 Petrus, † 1414
- 1414 Wenceslaus
- Vaněk, † 1427
- 1427 Wenceslaus
- 1877 parochus nondum nominatus est
- 1880 proto-par. (1. farář) Joann. Popelka, n. 14. 4. 1840 Mšeno, o. 29. 6. 1866, † 5. 4. 1923
- 1884 Steph. Kabeš, n. 12. 12. 1827 Skalsko, o. 25. 7. 1854, † 22. 2. 1906
- 1890 par. vacat, admin. intercalaris Josef Drbohlav
- 1891 Josef Drbohlav, n. 28. 6. 1856 Rovensko, o. 20. 7. 1880, † 6. 10. 1930
- 1907 Ferdinand Cvejn, n. 7. 5. 1861 Solnice, o. 16. 5. 1886, † 18. 2. 1916
- 1913 Joann. Čumpl, n. 20. 1. 1871 Magno Losenic. o. 7. 7. 1895
- 1924 par. vacat, admin. intercalaris Josef Baštýř
- 1925 Josef Magiera, n. 16. 9. 1876 Podlesie (Sil.), o. 9. 6. 1900, † 8. 5. 1939
- 1939 Alfred Kostka, n. 12. 6. 1910 Píšť (Sil.), o. 29. 6. 1938 , † 6. 6. 1997
- 1. 7. 1943 Vojtěch Kodera, farář, n. 9. 1. 1914 Lysá n. L., o. 29. 6. 1938, † 27. 12. 2006
- 1. 1. 1949 Henric. Lutrýn
- 1. 11. 1952 Alois Raška
- 21. 12. 1953 Alfred Kostka
- 1. 9. 1957 Josef Tržický
- 1. 6. 1959 Josef Hendrich
- 1. 3. 1966 Leopold Dvořáček
- 15. 5. 1970 Hynek Šťastný
- 15. 5. 1978 Josef Buchta, do roku 1986 admin. exc. z Dolního Bousova, poté z Března u Mladé Boleslavi
- 1. 9. 1995 Jan Jucha MS
- 1. 9. 1996 Václav Hlouch, admin. exc. z Mladé Boleslavi
- 1. 9. 1999 Peter Kothaj, farář
- 15. 4. 2015 Pavol Poláček, admin. exc. z Mladé Boleslavi[3]

Kromě kněží stojících v čele farnosti, působili ve farnosti v průběhu její historie i jiní kněží. Většinou pracovali jako farní vikáři, kaplani, katecheté, výpomocní duchovní aj.

## Území farnosti
Do farnosti náleží území těchto obcí:
- Dolní Stakory
- Husí Lhota
- Kolomuty
- Plazy
- Řepov
- Úhelnice
- Valy

## Římskokatolické sakrální stavby a místa kultu na území farnosti
| | Fotografie | Stavba                              | Místo         | Bohoslužby                      | Zeměpisné souřadnice                                         | Status                  | Číslo kulturní památky                          |
| Kostel | Kostel     | Kostel                              | Kostel        | Kostel                          | Kostel                                                       | Kostel                  | Kostel                                          |
| --- | ---------- | ----------------------------------- | ------------- | ------------------------------- | ------------------------------------------------------------ | ----------------------- | ----------------------------------------------- |
| 1. |            | Kostel sv. Šimona a Judy            | Plazy         | bližší informace o bohoslužbách | náves 50°24′53″ s. š., 14°58′26″ v. d.                       | farní kostel            | 15325/2-1713 (Pk•MIS•Sez•Obr•WD) (Q24352690)    |
| Kaple a zvonice |            |                                     |               |                                 |                                                              |                         |                                                 |
| 2. |            | Kaple sv. Anny                      | Husí Lhota    | bližší informace o bohoslužbách | 50°26′9″ s. š., 15°0′16″ v. d.                               | obecní kaple            | –                                               |
| 3. |            | Kaple                               | Dolní Stakory | bohoslužby příležitostně        | 50°26′15″ s. š., 14°58′23″ v. d.                             | obecní kaple            | –                                               |
| 4. |            | Kaple                               | Valy          | bohoslužby příležitostně        | v obci 50°25′37″ s. š., 14°58′27″ v. d.                      | obecní kaple            | –                                               |
| 5. |            | Zvonice                             | Husí Lhota    | —                               | 50°26′9″ s. š., 15°0′16″ v. d.                               | zvonice                 | –                                               |
| 6. |            | Zvonice u kostela sv. Šimona a Judy | Plazy         | —                               | 50°24′53″ s. š., 14°58′27″ v. d.                             | zvonice                 | 15325/2-1713 (Pk•MIS•Sez•Obr•WD) (Q24352690)    |
| 7. |            | Kaple se zvoničkou                  | Kolomuty      | —                               | náves 50°24′8″ s. š., 14°58′40″ v. d.                        | obecní kaple se zvonicí | —                                               |
| 8. |            | Kaple se zvoničkou                  | Řepov         | —                               | u obecního úřadu 50°24′9″ s. š., 14°57′25″ v. d.             | obecní kaple se zvonicí | —                                               |
| Sochy a venkovní kříže |            |                                     |               |                                 |                                                              |                         |                                                 |
| 9. |            | Socha sv. Jana Nepomuckého          | Dolní Stakory | —                               | náves 50°26′20″ s. š., 14°58′26″ v. d.                       | socha                   | 37759/2-1549 (Pk•MIS•Sez•Obr•WD) (Q37178135)    |
| 10. |            | Socha Panny Marie                   | Řepov         | —                               | severní část vsi, při čp. 1 50°24′20″ s. š., 14°57′24″ v. d. | socha                   | 36218/2-1722 (Pk•MIS•Sez•Obr•WD) (Q38197487)    |
| 11. |            | Socha sv. Josefa                    | Kolomuty      | —                               | náves 50°24′8″ s. š., 14°58′41″ v. d.                        | socha                   | 41871/2-1595 (Pk•MIS•Sez•Obr•WD) (Q37424801)    |
| 12. |            | Venkovní kříž                       | Dolní Stakory | —                               | jižně za obcí 50°26′1″ s. š., 14°58′9″ v. d.                 | krucifix                | foto z r. 2011 již neodpovídá, kříž byl opraven |
| 13. |            | Venkovní kříž                       | Husí Lhota    | —                               | při rozcestí hlavních ulice 50°26′16″ s. š., 15°0′1″ v. d.   | krucifix                | –                                               |
| 14. |            | Venkovní kříž                       | Plazy         | —                               | západně za obcí 50°24′47″ s. š., 14°58′9″ v. d.              | kříž                    | –                                               |
| 15. |            | Venkovní kříž                       | Úhelnice      | —                               | u čp. 33 50°26′49″ s. š., 15°0′14″ v. d.                     | kříž                    | –                                               |
| 16. |            | Venkovní kříž                       | Úhelnice      | —                               | severozápadní okraj obce 50°27′2″ s. š., 15°0′33″ v. d.      | kříž                    | –                                               |
| 17. |            | Venkovní kříž                       | Valy          | —                               | náves 50°25′34″ s. š., 14°58′18″ v. d.                       | kříž                    | –                                               |
| Hřbitovy |            |                                     |               |                                 |                                                              |                         |                                                 |
| 18. |            | Hřbitov                             | Dolní Stakory | —                               | severně za obcí 50°26′54″ s. š., 14°58′51″ v. d.             | obecní hřbitov          | —                                               |
| 19. |            | Hřbitov kolem kostela               | Plazy         | —                               | u kostela sv. Šimona a Judy 50°24′53″ s. š., 14°58′26″ v. d. | farní hřbitov           | 15325/2-1713 (Pk•MIS•Sez•Obr•WD) (Q24352690)    |
| 20. |            | Hřbitov za obcí                     | Plazy         | —                               | na severu obce 50°25′2″ s. š., 14°58′20″ v. d.               | farní hřbitov           | —                                               |
| 21. |            | Hřbitov                             | Řepov         | —                               | východně za obcí 50°24′24″ s. š., 14°57′1″ v. d.             | obecní hřbitov          | —                                               |
| Některé drobné sakrální stavby a pamětihodnosti lze dohledat zde v databázi Drobné sakrální památky Zaniklé sakrální stavby lze dohledat zde v databázi Poškozené a zničené kostely, kaple a synagogy v České republice |            |                                     |               |                                 |                                                              |                         |                                                 |